# Pipa István
Pipa István, Lochner (Budapest, 1899. november 17. – Budapest, 1964. november 1.) válogatott magyar labdarúgó, csatár, balösszekötő.

## Pályafutása

### Klubcsapatban
A 33 FC labdarúgója volt. Kitűnő technikával rendelkező, gólveszélyes játékos volt. Az 1926 nyarán külföldre ment. Játszott Kubában és az Egyesült Államokban is.

### A válogatottban
1926-ban egy alkalommal szerepelt a magyar labdarúgó-válogatottban és egy gólt szerzett.

## Statisztika

### Mérkőzése a válogatottban
| Magyarország | Magyarország      | Magyarország                | Magyarország | Magyarország | Magyarország | Magyarország | Magyarország | Magyarország |
| #            | Dátum             | Helyszín                    | Hazai        | Eredmény     | Vendég       | Kiírás       | Gólok        | Esemény      |
| ------------ | ----------------- | --------------------------- | ------------ | ------------ | ------------ | ------------ | ------------ | ------------ |
| 1.           | 1926. február 14. | Brüsszel, Daring Club-pálya | Belgium      | 0 – 2        | Magyarország | barátságos   | 1            | 51'          |
|              | Összesen          |                             |              | 1            | mérkőzés     |              | 1            | gól          |